# Hammundeseiche (Baum)

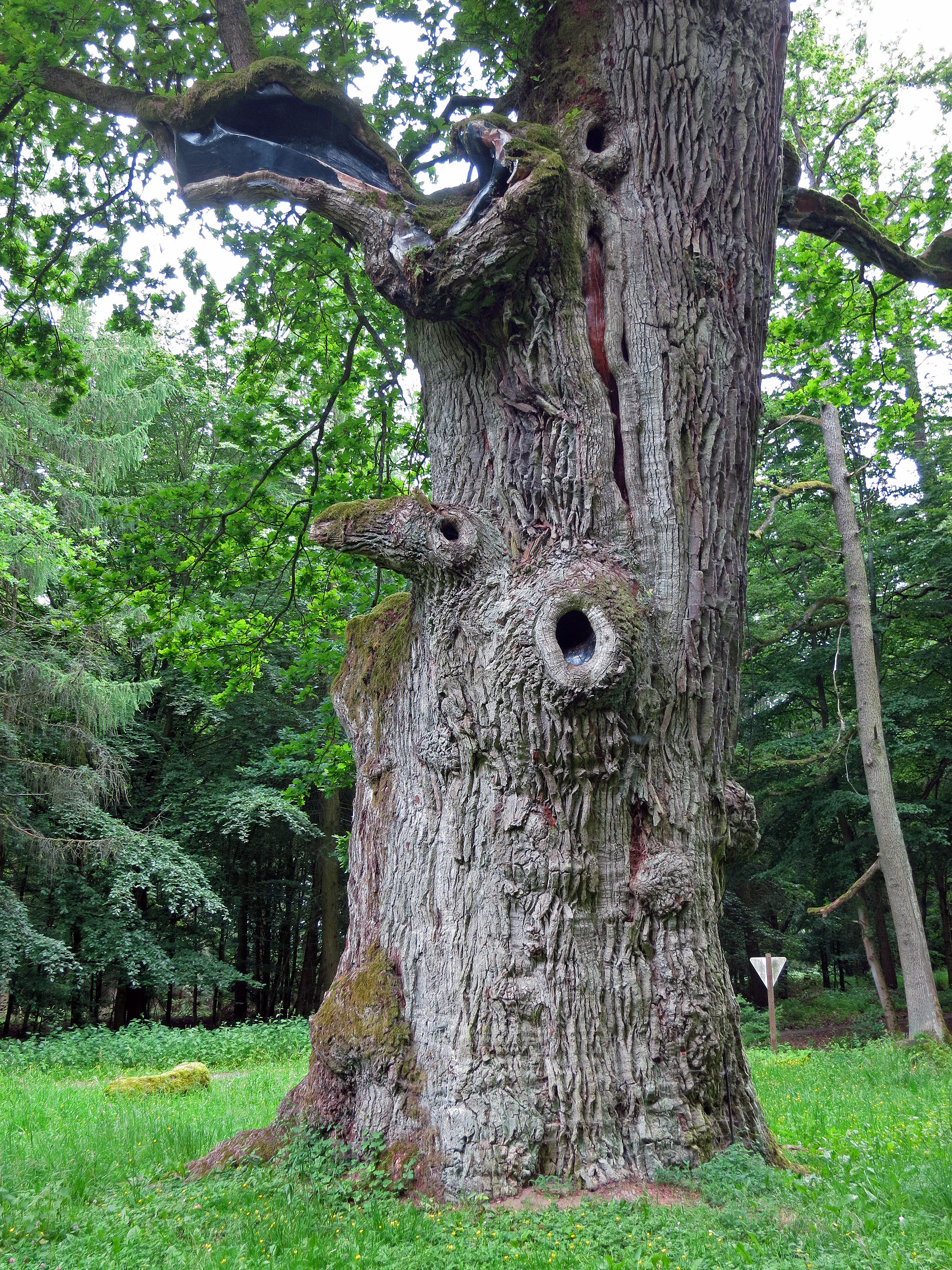
Hammundeseiche von Norden

Die Hammundeseiche ist ein Naturdenkmal, welches sich etwa drei Kilometer nordöstlich von Friedewald im Landkreis Hersfeld-Rotenburg im Seulingswald in Hessen und etwa 650 Meter südlich der Landstraße Friedewald nach Hönebach und der parallel dazu verlaufenden Bundesautobahn 4 befindet. Die Eiche steht in der Mitte der ehemaligen Ortschaft Hammundeseiche auf 435 Meter über Normalnull. Die Eiche stellt das ehemalige Zentrum der Ortschaft Hammundeseiche dar, die seit dem Jahr 1312 als verlassen gilt. Direkt neben der Eiche befinden sich der rekonstruierte Dorfbrunnen und ein kleiner Weiher.

## Beschreibung
Der Stammumfang in einem Meter Höhe betrug im Jahre 2001 8,77 Meter. An der Stelle seines geringsten Durchmessers hatte der Stamm zum gleichen Zeitpunkt einen Umfang von 7,61 Metern. Der Brusthöhenumfang beträgt 8,65 m (2015). Die Eiche zählt damit zu den stärksten in Hessen. Die Höhe der Eiche beträgt 25 Meter und der Kronendurchmesser 20 Meter. Der starke Stamm ist bis in große Höhe astfrei und durch Astlöcher von ausgebrochenen Ästen geprägt.

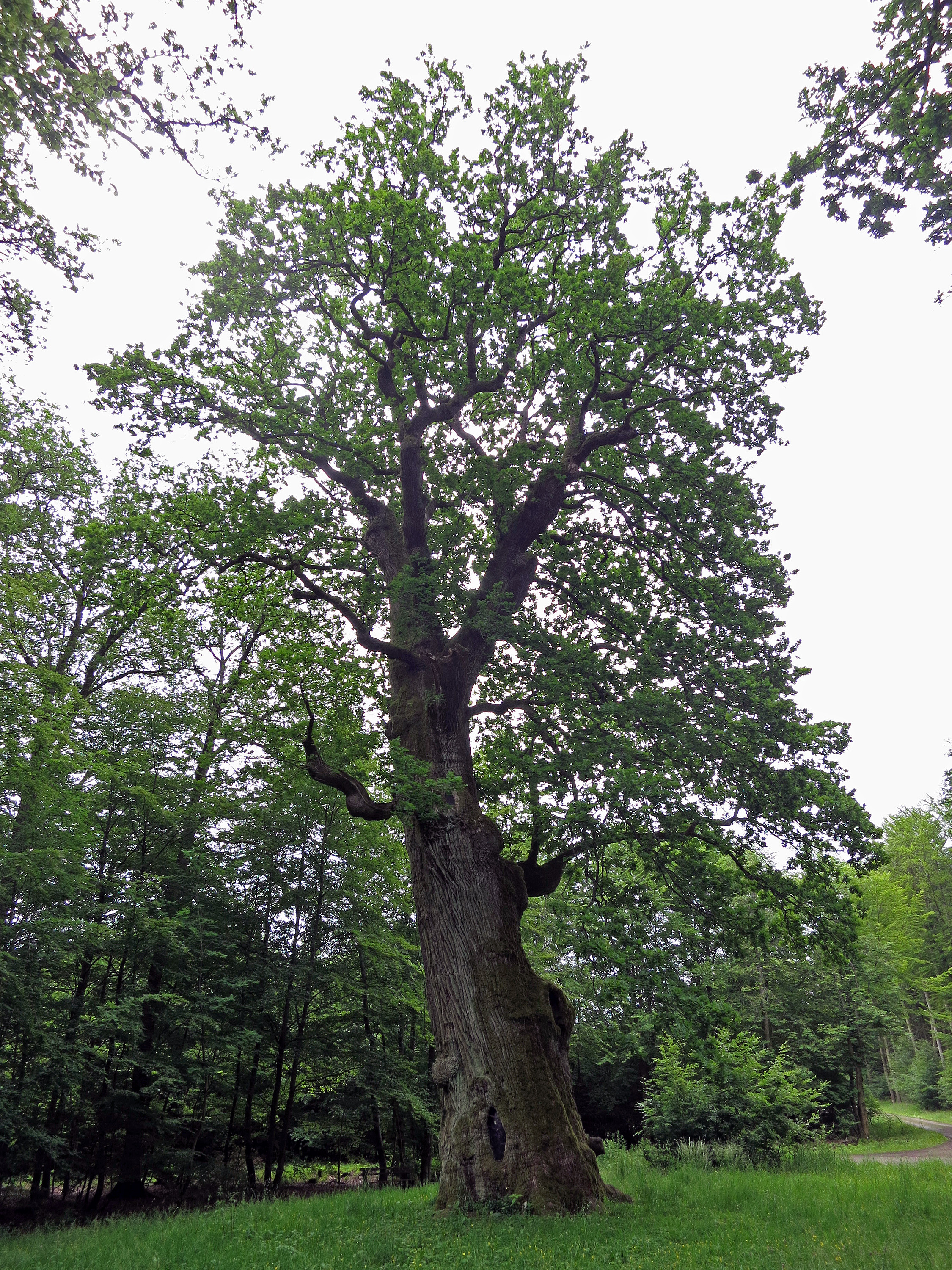
Hammundeseiche von Süden

Das Alter der Eiche wird in der neuesten Literatur mit 350 bis 440 Jahren angegeben. Eine weitere Quelle gibt 1000 Jahre an, was zu hoch erscheint. Oft wird berichtet, dass sich der Name von der verlassenen Ortschaft ableitet. Demnach müsste die Eiche über 1000 Jahre alt sein. Sie wurde um das Jahr 1905 allerdings noch als die Eiche am Nadelöhr (Siehe auch: Nadelöhr in der Gemarkung Friedewald), das sich 650 Meter nördlich an der Landstraße befindet, genannt. Erst im letzten Jahrhundert kam der Name Hammundeseiche für die Eiche auf. Die ehemalige Ortschaft war lange Zeit völlig in Vergessenheit geraten. Erst im Jahre 1969 wurden ihre Überreste bei Ausgrabungen entdeckt.